# Angelo Tancredi
Angelo Tancredi (Rieti, ... – 1258) è stato un francescano italiano.

## Biografia
Fu uno dei primi dodici compagni di san Francesco d'Assisi. Nel 1253 fu al capezzale di santa Chiara, mentre nel 1246 aveva redatto un florilegio di aneddoti che potrebbe rappresentare la base della cosiddetta Leggenda dei tre compagni.

## Culto
La sua memoria liturgica ricorre il 13 febbraio.